# Guéliz
Guéliz (arabe : گليز ; berbère : ⴳⵉⵍⵉⵣ) est un des 5 arrondissements de Marrakech, au sein de la préfecture de Marrakech, dans la région Marrakech-Safi.  
En 2014, la population de l'arrondissement s'élève à 188 333 habitants.  
Depuis les élections communales de 2021, le Président de l'arrondissement est Omar Essalki (عمر السلكي)[réf. souhaitée]. 

## Origine du nom
Le nom du quartier est emprunté à celui de Jbel Gueliz, la colline qui délimite au nord-ouest le quartier, occupée depuis le protectorat par une base militaire. Le nom de la colline est sans doute une déformation du terme berbère Igiliz, nom que portait la montagne foyer du mouvement almohade dans l'Anti-Atlas. Ce nom est ancien puisqu'il est déjà attesté au XIIe siècle lorsqu'Abu al-Abbas as-Sabti y effectue une retraite spirituelle. Des étymologies populaires locales font dériver Gueliz de la présence d’Anglais (Ingueliz) ou d’église.

## Histoire
Guéliz est le quartier le plus ancien de la ville nouvelle de Marrakech. Protégé par la base militaire du Jbel Gueliz, la ville nouvelle est dessinée en 1913 par Henri Prost, qui jouit de toute la confiance du résident général Hubert Lyautey. L'axe principal du quartier est l'avenue Charles Mangin, qui relie la Koutoubia au Jbel Gueliz, renommée en 1957 avenue Mohammed V. Sous le protectorat est édictée une charte urbanistique stricte fixant la hauteur maximale des immeubles à 3 étages et imposant aux bâtiments la couleur ocre qui vaut aujourd'hui à Marrakech son surnom. Le quartier est pendant le protectorat principalement habité par les familles françaises et européennes. Dans le quartier prédominaient les villas familiales. En 1919, le quartier ne comptait que 870 habitants.
Depuis le début des années 2000, le quartier connaît une transformation accélérée. La quasi-totalité des villas coloniales ont été transformées en immeubles. Le marché de Gueliz historique a été démoli et remplacé par le centre commercial Carré Eden, inauguré en 2014 tandis que place du 16 novembre, à l'angle des avenues Mohammed V et Hassan II, une autre zone commerciale, le Marrakech Plaza, a été ouverte en 2007. A l'extrémité occidentale du quartier, la nouvelle gare de Marrakech a été inaugurée en 2008.

## Lieux remarquables
L'axe principal du quartier est l'avenue Mohammed V reliant la Koutoubia à la place Bir Anzarane. Il réunit la plupart des grandes enseignes commerciales du quartier. A l'angle avec le boulevard Zertouni, deux cafés emblématiques de la ville datent de l'époque coloniale : les Négociants et la Renaissance. Entre les rues Sourya et Liberté, le Carré Eden a remplacé en 2014 le marché historique du quartier. Place du 11 novembre, le Marrakech Plaza fait face à la Poste centrale et au siège régional de Maroc Telecom. En progressant vers Bab Nokb, à l'angle avec l'avenue Moulay Hassan, la place de la Liberté est connue localement pour sa fontaine, sous le nom de "Place Berdaï".
Un autre axe important du quartier est l'avenue Hassan II, reliant Bab Doukkala à la gare. Face à la gare, le Théâtre royal est un bâtiment iconique de la ville nouvelle.
Boulevard Zertouni, le cinéma Colisée est le cinéma historique de la ville nouvelle, où se tient chaque année le Festival international du film de Marrakech. A l'autre extrémité du boulevard, là où le boulevard Zertouni devient le boulevard Yaqub al-Mansur, se trouve la synagogue Henri Cadoch et le centre culturel américain.
Rue Imam Ali se trouve l'Église des Saints-Martyrs de Marrakech.

## Démographie de l'arrondissement
Cet arrondissement a connu, de 1994 à 2004 (recensements successifs), une hausse de population, passant de 148 305 habitants à 173 101 habitants. En 2014, la population de l'arrondissement s'élève à 188 333 habitants[réf. nécessaire].

## Galerie photo

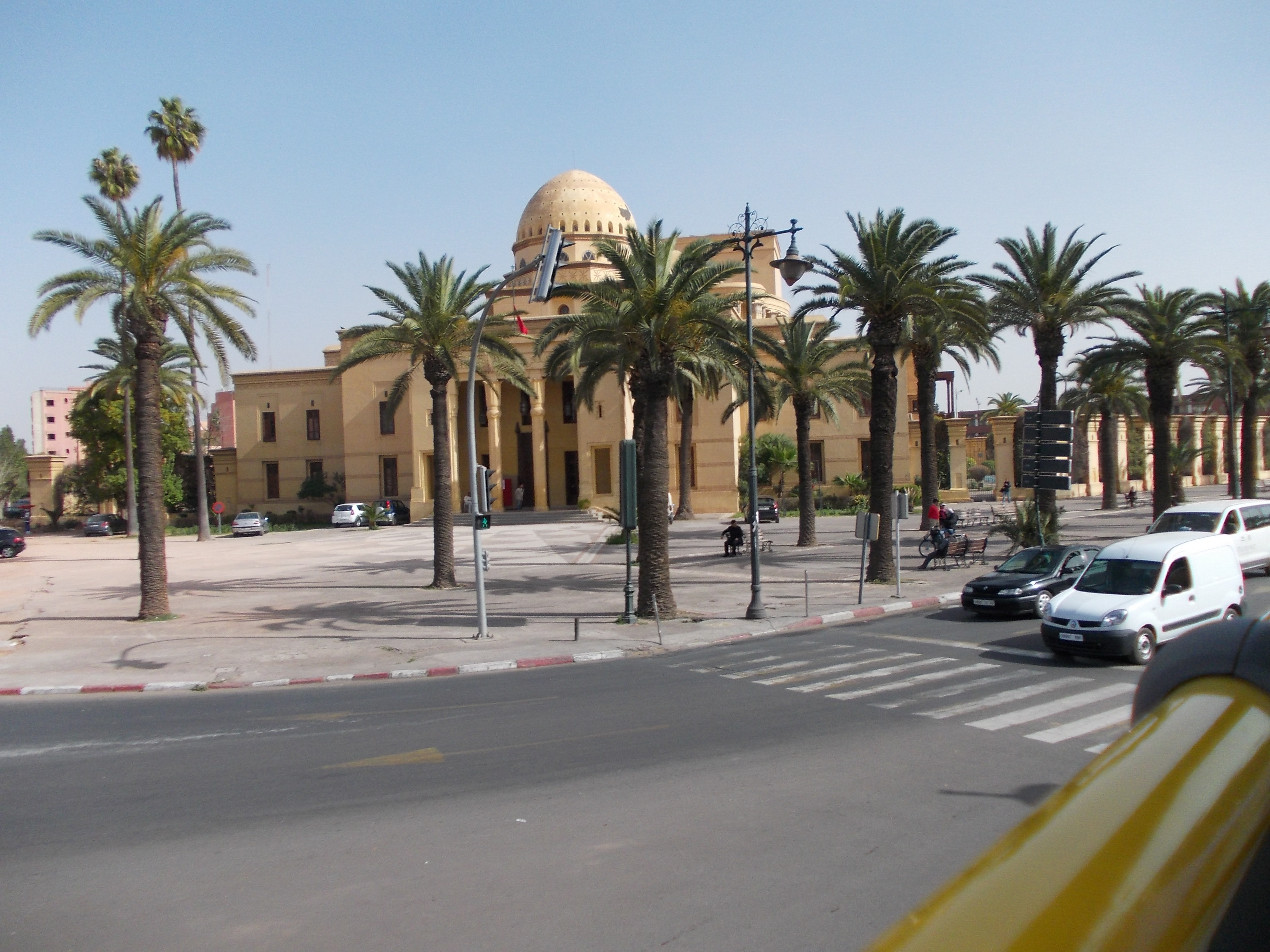
Théâtre royal de Marrakech
Fresque murale faisant face à la gare
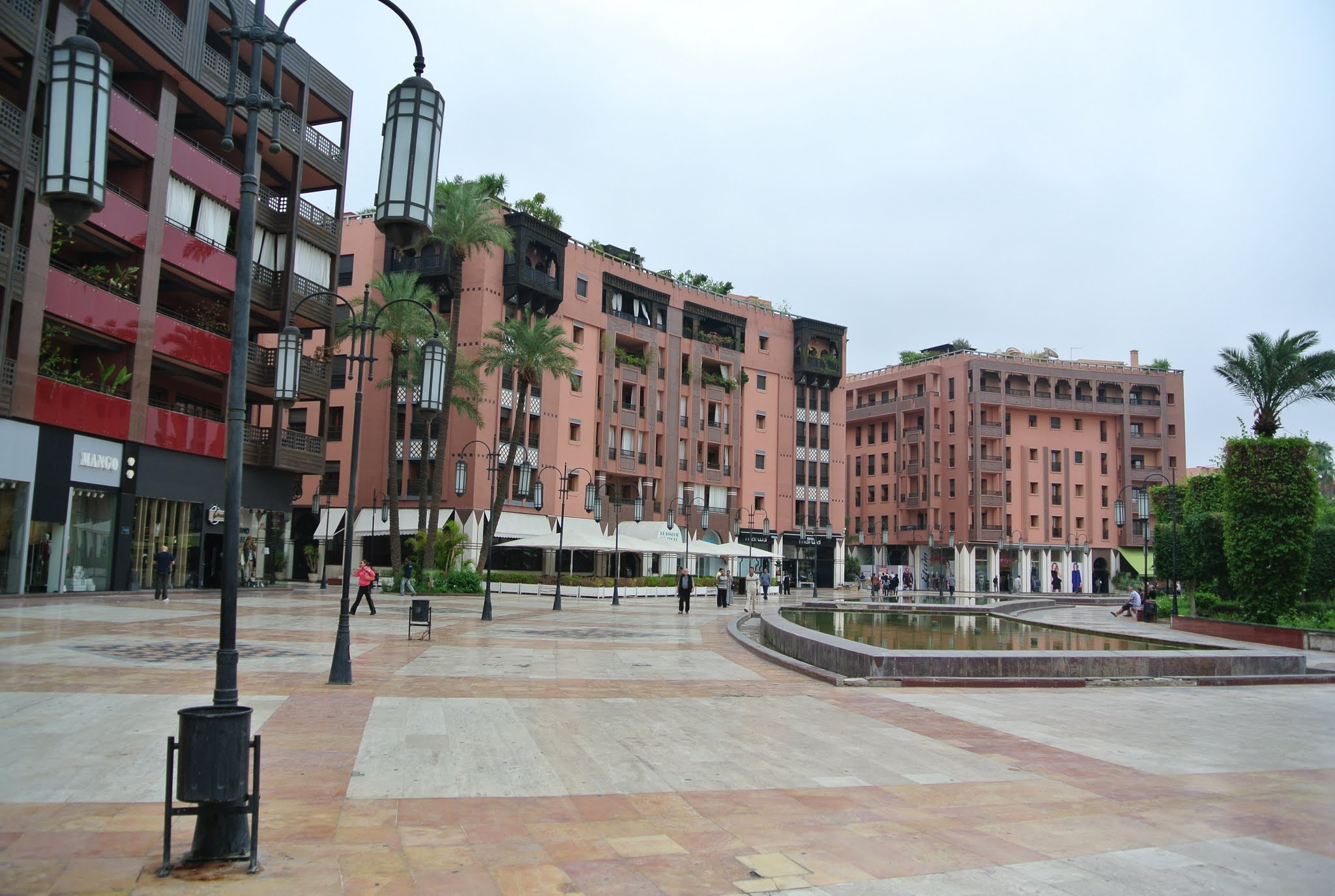
Le Marrakech Plaza
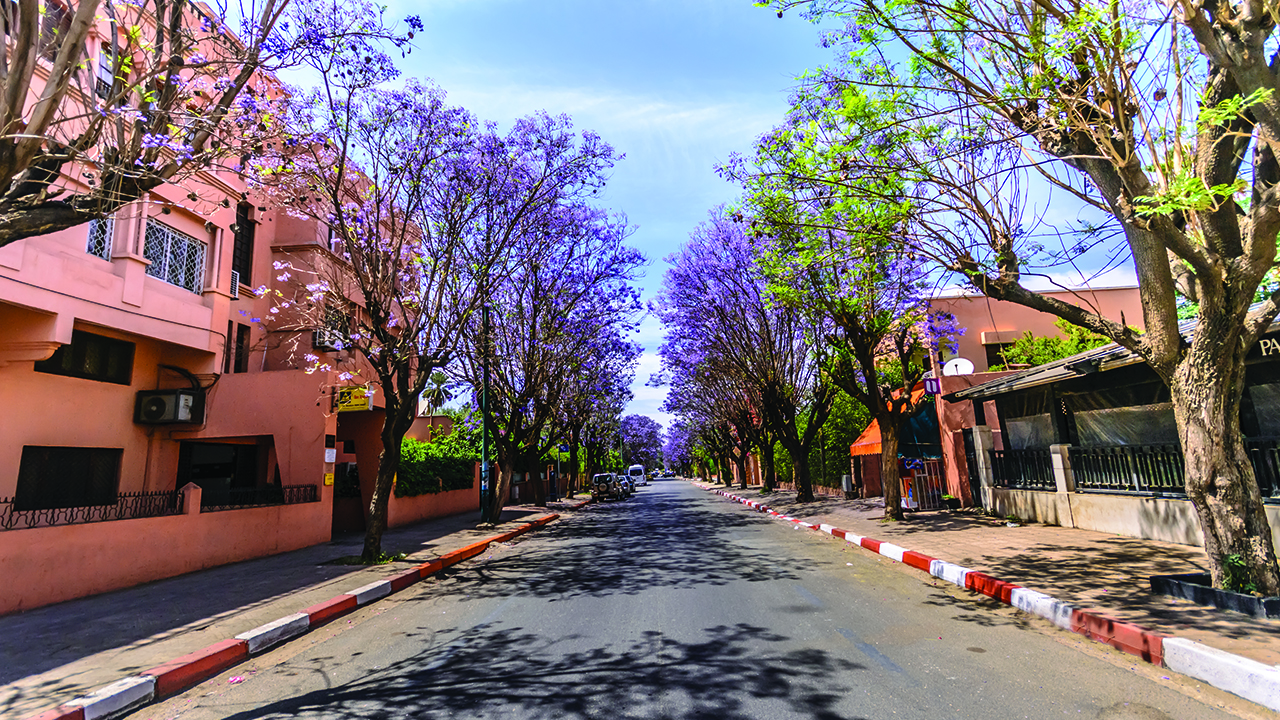
Rue de Guéliz plantée de jacarandas